# Düsseldorfer Monathefte

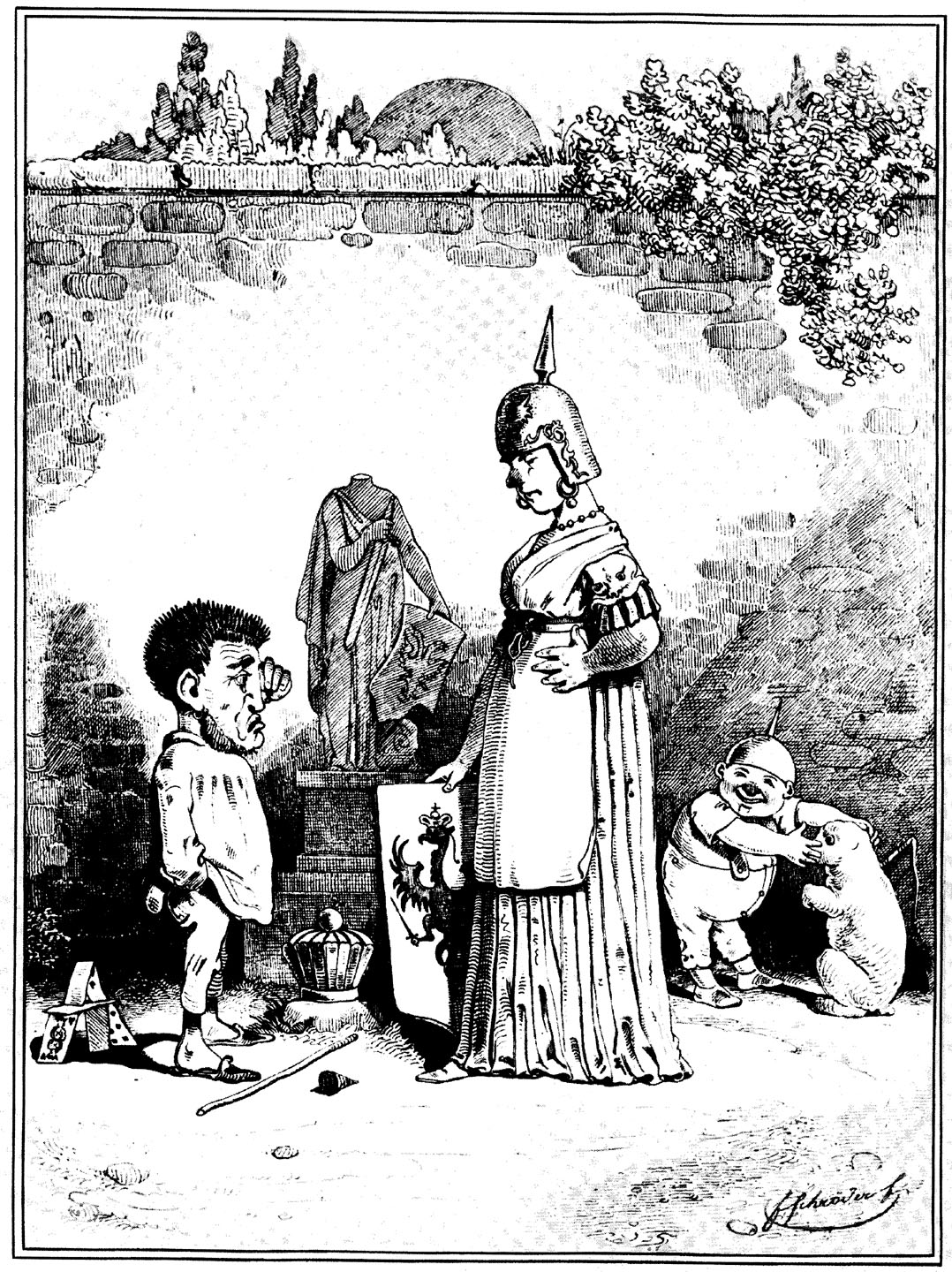
Karikatur „Wat heulst’n kleener Hampelmann“ von Ferdinand Schröder für die Düsseldorfer Monathefte 1849

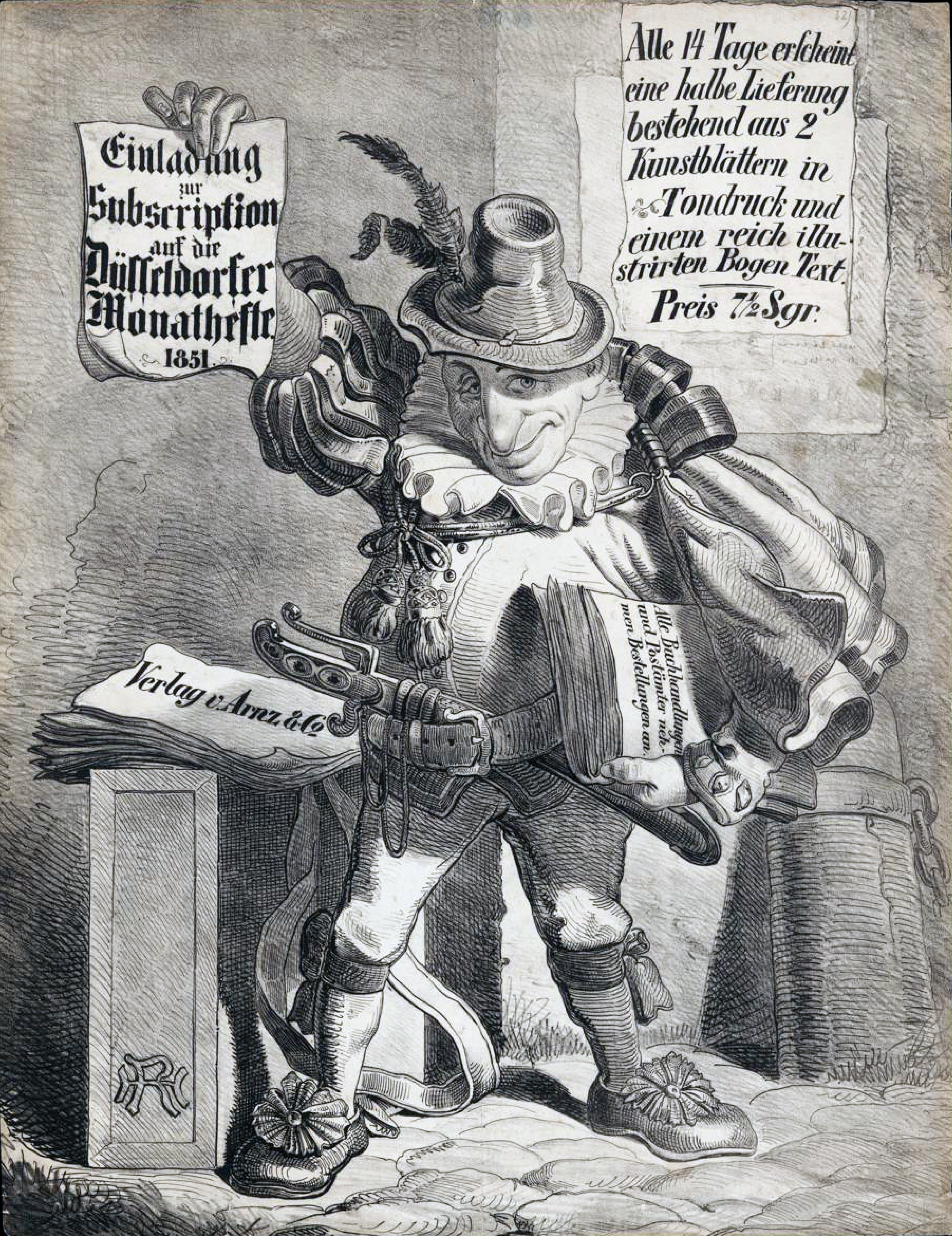
Einladung zur Subscription auf die Düsseldorfer Monathefte, Illustration Henry Ritter, 1851

Unter dem Titel Düsseldorfer Monathefte firmierte eine deutsche Satirezeitschrift zwischen 1847 und 1861. Der erste Jahrgang der Monathefte erschien 1847/48. Mit dem Jahrgang 14 im Jahr 1861 stellte die Zeitschrift ihr Erscheinen ein.

## Profil
Vor allem Düsseldorfer Künstler beteiligten sich an ihrer Zeitschrift, etwa Andreas Achenbach, Oswald Achenbach, Wilhelm Camphausen, Theodor Hildebrandt, Friedrich Lilotte, Henry Ritter, Adolf Schroedter, Johann Baptist Sonderland und Franz Wieschebrink. Auf dem Deckblatt des ersten Jahrgangs wurden 24 Mitarbeiter und auf dem zweiten (1849) 27 Mitarbeiter namentlich genannt. Auch auswärtige Künstler konnten für die Mitarbeit gewonnen werden, so etwa der Berliner Theodor Hosemann und der Zeulenrodaer Augenarzt Ferdinand Schröder. Das Vorbild der Zeitung war das Pariser Satireblatt Le Charivari. Keine andere politische Satirezeitschrift in Preußen hatte eine derartige künstlerische Spitzenleistung zu bieten.

## Auflage
Die Auflagen der Düsseldorfer Monathefte waren für damalige Verhältnisse beachtlich. Ihr anfänglich unregelmäßiges Erscheinen sollte die Zensurbehörden am Eingreifen hindern. Zunächst konnte eine Auflage von 5000 Exemplaren abgesetzt werden, 1854 lag die Zahl der Abonnenten bei 600. Der Bedeutungsverlust war auch auf eine eher versöhnlichere Tendenz der Zeitschrift nach 1849, aber auch auf eine abnehmende Qualität zurückzuführen.

## Leitung
Die Leitung des Blattes lag 1847 bis Ende 1849 beim Historienmaler Lorenz Clasen.